# Gustáv Herrmann
Gustáv Herrmann  (16. března 1920 – 31. března 2010) byl československý basketbalista, mistr a vicemistr Evropy. Maturoval na gymnáziu v Bratislavě (1939), v roce 1950 absolvoval Filozofickou fakultu Univerzity Komenského v Bratislavě. Je zařazen na čestné listině mistrů sportu.
Basketbal začal hrát v Bratislavě v týmu Winetou. V kategorii mužů získal tituly mistra Slovenska s družstvy YMCA Bratislava (1938–1939) a ŠK Bratislava (1940–1945). V československé 1. lize získal jednou 3. místo (1946) a dvakrát 4. místo (1947–1948). Dále hrál za týmy NV Bratislava a Slávia Bratislava. Hrál za reprezentační družstvo Československa, s nímž v roce 1946 na evropském šampionátu v Ženevě získal zlatou medaili. O rok později, v roce 1947, na šampionátu v Praze skončil s týmem Československa na druhém místě a dále tentýž rok získal první místo na Akademických světových hrách v Paříži.
Po skončení hráčské kariéry zůstal v basketbalovém prostředí jako trenér a pedagog na Fakultě tělesné výchovy a sportu Univerzity Komenského v Bratislavě. V roce 1953 byl trenérem juniorů Československa. V letech 1956–1959 byl trenérem reprezentačního družstva Československa, se kterým získal bronzovou medaili na mistrovství Evropy 1957 v Sofii a stříbrnou medaili na mistrovství Evropy 1959 v Istanbulu. V letech 1969–1983 byl členem předsednictva Basketbalového svazu ÚV ČSTV a předsedou metodické komise.
Jako trenér vedl družstva Náuka Bratislava (1952), Slávia Bratislava (1953–1967) a družstva mládeže v Interu Bratislava (1985–1995). Byl trenérem v Kuvajtu (1967–1972), žen Union Vídeň (1975–1976) a v Tunisku (1983–1984).
Vykonával také funkci komisaře při mezinárodních utkáních basketbalové federace FIBA.
V prosinci 2000 byl oficiálně vyhlášen jako nejlepší slovenský basketbalový trenér 20. století, mezi hráči v této anketě skončil na 3. místě. V roce 2002 obdržel vyznamenání Slovenského olympijského výboru „Stříbrné kruhy SOV“.

## Kariéra

### Hráč

#### Kluby
- 1935–1939 YMCA Bratislava (mistr Slovenska 1938 a 1939)
- 1940–1952 ŠK Bratislava (mistr Slovenska 1940–1945; v československé 1. lize jednou 3. místo 1946, dvakrát 4. místo 1947 a 1948)
- 1953–1954 Slavia Bratislava (v československé 1. lize 4. místo 1954)

#### Československo
- 23 utkání za reprezentační tým Československa (1946–1948)

#### Úspěchy
- mistr Evropy 1946, Ženeva (1 bod, 2 zápasy), vicemistr Evropy 1947, Praha (4 body, 3 zápasy),
- 1. místo na akademických hrách 1947, Paříž
- anketa „Hráč Slovenska 20. století" – 3. místo

### Trenér a funkcionář

#### Kluby
- 1952 Náuka Bratislava, 1953–1967 Slávia SVŠT Bratislava
- 1967–1972 Arabic a CS (Kuvajt)
- 1975–1976 Union BV Vídeň (Rakousko)
- 1983–1984 SFAX SRS (Tunisko)
- 1985–1995 Inter Bratislava (trenér mládeže)

#### Československo
- 1953 junioři, 1956–1959 muži
- 1969–1983 člen předsednictva Basketbalového svazu ÚV ČSTV a předseda metodické komise

#### Úspěchy
- Mistrovství Evropy: 1957, Sofie (3. místo), 1959, Istanbul (2. místo)
- V prosinci 2000 vyhlášen jako nejlepší slovenský basketbalový trenér 20. století
- Komisař pro mezinárodní utkání basketbalové federace FIBA

### Pedagog
- 1947–1985 Fakulta tělesné výchovy a sportu Univerzity Komenského, Bratislava

## Knihy
- Gustáv Hermann, Ladislav Krnáč Ladislav: "Moderný basketbal", Šport, Bratislava, 1957 (slovensky), 309s
- Gustáv Hermann : "Teória a didaktika špecializácie basketbal" Univerzita Komenského, Bratislava, 1983 (slovensky), 169s